# محمد بن علي المحمود
امتلك محمد بن علي المحمود منذ صغره موهبة الإصغاء والتأثر بجمال اللغة وقدرتها على التأثير في النفس، كما تأثر بكبار الشعراء العرب القدامى والمحدثين، وكانت أول قصيدة كتبها بعنوان “تحية لعظيم المجد والشان”. كما أضاءت إسهاماته الفكرية والعلمية الحياة الثقافية في مرحلتها الأولى، وتخرج على يديه مجموعة من الشخصيات الاجتماعية المرموقة في أرض الإمارات وقطر.

## مولده
ولد الشيخ الأديب محمد بن علي بن محمد بن محمود بن سالم بن سعد بن عبد الله بن رضيان بن أحمد بن إبراهيم بن عبد الله بن محمد بن سلطان بن محمودالتميمي نسباً، والحنبلي مذهباً، في مدينة الشارقة بحي يسمى حي الشيوخ وذلك سنة 1330 هـ الموافق لعام 1911 م.(يجب ذكر مصدر أو مرجع).

## نشأته
وكان لنشأته وتربيته الصالحة في بيت اعتنى عناية خاصة بالعلم والثقافة، الدور الكبير في بروز شخصية أديبنا الراحل، حيث بدأ منذ نعومة أظفاره يميل إلى حب الاكتشاف والبحث عن كل ما هو مفيد لتطوير ذاته، فكان محباً لقراءة أنواع من الكتب التربوية والدينية والأدبية واللغوية، وساعده في ذلك نشأته في بيت قام على الصلاح والتقوى، حيث كان والده التاجر والمصلح الكبير علي بن محمد المحمود أول من أسس مدرسة تطورية ساهمت في تعليم الأبناء وتثقيفهم الثقافة الإسلامية وترسيخ إيمانهم بأركان الإسلام وحب العلم والمعرفة.

## تعليمه
تتلمذ الشيخ محمد وتعلم على يد نخبة من العلماء، وكان من أساتذته ومعلميه الشيخ صالح محمد الخليفي، والشيخ سيف بن محمد المدفع، والعالم الفقيه محمد بن سيف، والشيخ مشعان بن ناصر المنصور، والشيخ عبد الرحمن بن محمد الشامسي، وبعد أن تتلمذ على يديهم اعتنى بنفسه عن طريق القراءة والاطلاع على الكثير من الكتب والدراسات.
كما تأثرت شخصيته وحياته بالبيئة، وظهر ذلك على شكل صور وتجارب عديدة لها واقعيتها في الحياة، بل إن للشارقة نبضها وشعلتها ووميض تفاعلها مع محيط امتلأت أرجاؤه ونواحيه بالنشاطات المتنوعة في كل جانب، وفي كل ناحية.

## حبه للمعرفة
عن بدايته وحبه للبحث عن كل ما هو جديد في مجال العلم والتعليم منذ الصغر، يروي قصة زيارته إلى المدرسة الأحمدية فيقول: “كنت لم أتجاوز العاشرة عندما انطلقت أنا وخادم لنا اسمه “رباع” وكان في مثل عمري، وأخذنا الطريق البحري، ومررنا ببيت سالم بن مصبح، وبيت ماجد بن غرير، ووصلنا إلى الرأس ومشينا، ولما تجاوزنا بيت سعيد بن بطي، واقتربنا من بيت سعيد بن حمدان بن دلموج سمعنا أصوات الطلاب فقلت لرباع، إذاً هنا المدرسة، وعرجنا عليها فوراً، ودخلنا، وأعجبت ببنيانها الجميل، وفنائها وفصولها، وكان الطلبة في الطابق العلوي، أما في الطابق الأرضي، فقد جلس الشيخ عبد العزيز بن أحمد آل مبارك وأمامه الطلبة في حلقة علمية مهيبة، ويتكون الطابق العلوي من أربعة فصول، ثلاثة في فناء واحد، وفي كل منها مقاعد من الخشب، أما الفصل الرابع وهو الأكبر فيقع في الجانب الشمالي من ناحية البحر.
وجلست أنا ورباع في الجانب الشرقي خارج الفصل أتفرج على التعليم، وعلى جانبي غرفة كبيرة منظمة كانت مخصصة للمدرسين، وخرجت من المدرسة وعدت في اليوم الثاني، وهكذا تكررت زياراتي، وفي اليوم الثالث كان رباع بجانبي، وإذا بالشيخ عبد الله الوهيبي المعروف بالمزين مدير المدرسة يفتح عينه ويصوبها علينا، كأنه يقول إن هذا الولد، اليوم هو الثالث له يأتي ويجلس هنا، من هو وماذا يريد؟ ورد عليه الطلبة مؤيدين ما ذهب إليه، وكان من بينهم الأديب أحمد بن سلطان بن سليم، وجاء المدير يمشي مهلاً مهلاً، وجلس عندي وقال لي “يا ابني انته ولد من” فقلت له: أنا ولد علي بن محمود، وما كاد يسمع الكلمة إلا وفرح وطفق سرورًا، فقال “انته ولد الحاج علي”، فقلت “نعم”، فقال “أهلاً وسهلاً”، وكانت تلك هي أول زيارة لي للمدرسة الأحمدية.
ويضيف: وقبل ذلك درست في مدرسة فتحها عبيد بن عيسى النابودة وكانت تشبه الأحمدية لكنها مصغرة، واستمرت سنتين وقد تعلمت فيها سنة واحدة ثم انتقلت إلى المدرسة السالمية، التي أشرف على إدارتها صالح بن محمد الخليفي، وهو رجل جمع بين العلوم الشرعية والمناهج العصرية، وكان قارئاً ذا صوت جميل، وخط جميل، ومتوسعاً في الرياضيات، وتعلمت على يديه في السالمية ثلاث سنوات، وبعد ذلك كنت مع الوالد في البحرين في سنة 1347 هـ - الموافق 1928 م والتحقت بمدرسة الهداية الخليفية بالبحرين مدة أربعة شهور، وهي مدة إقامة والدنا في المنامة حيث كان يتاجر باللؤلؤ، وقد كان سوق اللؤلؤ في البحرين من أشهر الأسواق في الخليج العربي، وأكثرها رواجاً ونشاطاً.
اعتمد الفكر التعليمي عند محمد بن علي المحمود في بداية ظهوره على الثقافة التي تأصلت بتفاعل المثقفين مع التعليم، حيث أن التعليم كان المنطلق والعمود الفقري لتأصيل ثقافات مستمدة جذورها وأشكالها من النظرة الواقعية للحياة، وقد تعددت الرؤى لكنها اتجهت إلى تحقيق هدف واحد ألا وهو التطوير والتحديث والتغيير.
كما أسس مكتبة ثقافية في مدرسته الأولى التي ظهرت في الحيرة، وكانت المكتبة تسمى مكتبة الإصلاح، وهي ثالث مكتبة في الشارقة ظهرت بعد المكتبة التيمية التي أسسها والده في المدرسة التيمية المحمودية، حيث دعا طلبة الإصلاح للقراءة والاطلاع، وعدم الاعتماد على المنهج أو المقرر المدرسي فقط.
كما كان سبّاقاً في تعليم الفتيات بمفهومه التطوري، عندما افتتح أول فرع في مدرسة الإصلاح لتعليم البنات، وعن ذلك يقول: كان في الزمان السابق المطاوعة والمطوعات يخلطون الجنسين في قاعة العلم، وعندما افتتحت المدارس التطويرية لم يكن فيها مجال لتعليم البنات إلا بعد أن خصصت الإصلاح فرعاً خاصاً تتعلم فيه الفتاة تعليماً حديثاً، وبهذا تكون المبادرة هي الأولى من نوعها.
وأخذ مفهوم التطوير والتحديث لدى أشكالاً وجوانب مختلفة، إذ كسر بجهوده ونظرته التقدمية حالة الارتداد والتباطؤ في تقبل مظاهر العصر الحديث، ومنها تعليم البنات وتثقيفهن ليصبحن أمهات صالحات، حيث رأى الشيخ محمد أنه من الواجب إتاحة الفرصة للبنت لتلتحق بالمدارس المطورة، وتجلس على مقاعد الدرس، ومن أجل إقناع أولياء الأمور والمسؤولين بهذه الفكرة الجديدة أقامت المدرسة احتفالاً، دعت إليه الناس والشيوخ، ومن عادة الإصلاح أن يختار مديرها كلمة يلقيها أحد الطلاب أثناء الاحتفال.

## أبرز أشعاره
من أبرز ما جاء في شعره الوطني قصيدة له تتناول القيم السامية وطنياً وعربياً لمعاني “عيد الجلوس”، ومما جاء فيها:
تحية لعظيم المجد والشان
تحية الله من وحي وقرآن
إلى الهدى والعلا والمكرمات
إلى الندا به يسعد الدنيا بإحسان
إلى همام إمام عادل بطل
إلى الذكا والحجا في حسن إمعان
إلى مقام سمو الحاكم اليقظ الشهم
العظيم رفيع القدر والشان
وذروة العز والعلياء ترمقه
```
(بزايد) أنعم شب سلطان
```

## أقوال مأثورة
من الأقوال المأثورة للفقيد:
- | محمد بن علي المحمود | التعليم رسالة مقدسة، لذا يجب على المعلم أن يكون مثقفاً مدركاً وواعياً، وأنا بالدرجة الأولى معلم، وينبغي عليّ أن أقرأ وأتثقف لكي أستطيع أن أمارس هذه المهنة، الرسالة العظيمة | محمد بن علي المحمود |
- وهو القائل أيضاً | محمد بن علي المحمود | فلسفتي كامنة في حب الأخلاق وترسيخ المبادئ والقيم السامية في أبناء وطننا العربي، والعدل سبيلي والرشاد والإصلاح غايتي، ولو التزمنا بتعاليم كتاب الله لما وصلنا إلى ما نحن فيه من شتات وضياع، ومع ذلك أنا واثق أن بعض شبابنا التائه سيعود إلى طريق الهداية | محمد بن علي المحمود |